# 히에로니무스 폰 뮌히하우젠 남작

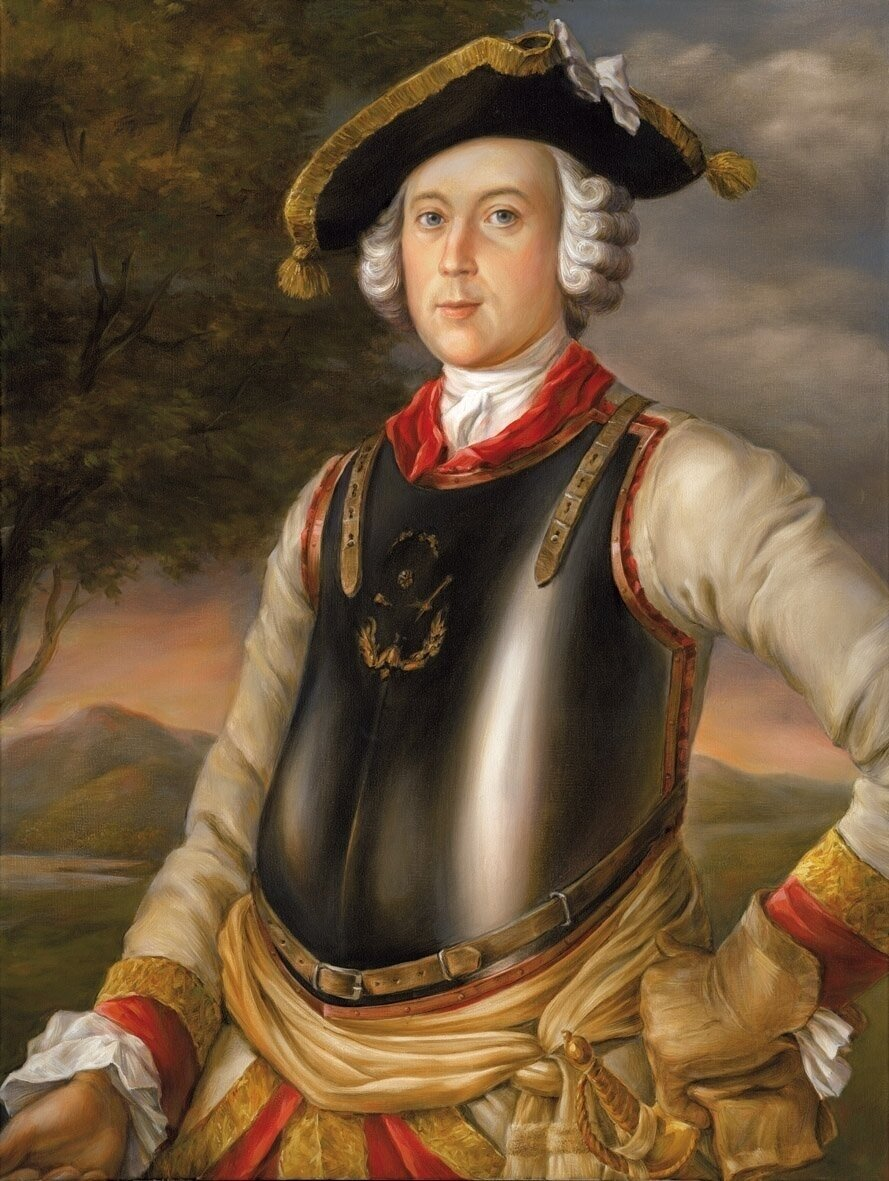
1740년경의 뮌히하우젠 남작. 리가에서 러시아군 장교로 복무하던 시절.

히에로니무스 카를 프리드리히 폰 뮌히하우젠 남작(독일어: Hieronymus Carl Friedrich Freiherr von Münchhausen, 1720년 5월 11일 ~ 1797년 2월 22일)은 18세기 신성로마제국의 독일인 귀족이다. 루돌프 에리히 라스페는 이 뮌히하우젠 남작을 바탕으로 허풍선이 남작(독일어: Lügenbaron, 영어: lying baron)이라는 가공인물을 창작했다.
뮌히하우젠 남작은 보덴베르더 출신의 귀족으로, 주군인 브라운슈바이크 공작을 따라 러시아로 가서 오스트리아-러시아-튀르크 전쟁 (1735년-1739년)에서 러시아 편에서 종군했다. 1760년 군에서 퇴역하고 귀향한 뒤 자기 무용담을 자랑하여 독일 사교계에서 유명인사가 되었다. 라스페는 뮌히하우젠 남작을 직접 만나거나 혹은 그 이야기를 전해듣고 이에 바탕한 이야기를 써서 익명으로 출판했다. 횡령 혐의로 영국으로 도망간 라스페가 1785년 영국에서 출판한 영어판 『뮌히하우젠 남작의 기막힌 러시아 원정여행기』는 전 유럽에 유행하였고, 고트프리트 아우구스트 뷔르거가 독일어로 번역하여 독일에도 역수출되었다. 뮌히하우젠 남작은 이를 자신의 명예가 실추된 것으로 생각해 격노하였으며 출판사를 고소했다. 라스페는 고소가 두려워서인지 평생 자신의 저작권을 주장하지 못했고 사후에야 라스페가 원작자임이 밝혀졌다.
가공의 뮌히하우젠 남작은 1인칭 주인공 시점으로 사냥꾼, 군인, 모험가로서 자신의 무용담을 늘어놓는데 그 내용이 하나같이 황당무계하여 믿을 수 없는 것들이다. 가령 포환을 타고 날아다닌다던가, 40 피트짜리 악어와 싸웠다던가, 달나라에 다녀왔다던가 하는 것들이다. 이런 이야기들은 의도적으로 희극적이며, 허풍선이 남작 본인도 비일관된 이야기를 하는 믿을 수 없는 서술자로서 이야기 전반에 사회적 풍자가 깔려 있다. 라스페가 처음 출판한 판본에 실린 허풍선이 남작의 삽화는 젊은이의 모습이었으나 이후 판본에서는 중년 이후의 나이로 묘사되었고, 날카로운 매부리코와 뾰족한 콧수염이 더해지면서 이 캐릭터를 대표하는 이미지가 완성되었다.
허풍선이 남작 이야기는 소설을 넘어 연극, 영화, 라디오, 텔레비전 등의 매체로 끊임없이 변주되었다. 오늘날에도 대륙 유럽에서는 여전히 널리 인기가 있으며, 다양한 기념물과 박물관에서 허풍선이 남작을 다루고 있다. 관심을 끌려고 거짓말을 일삼는 정신질환을 뮌하우젠 증후군이라고 하는데, 이 말도 여기서 비롯된 것이다.

## 생애

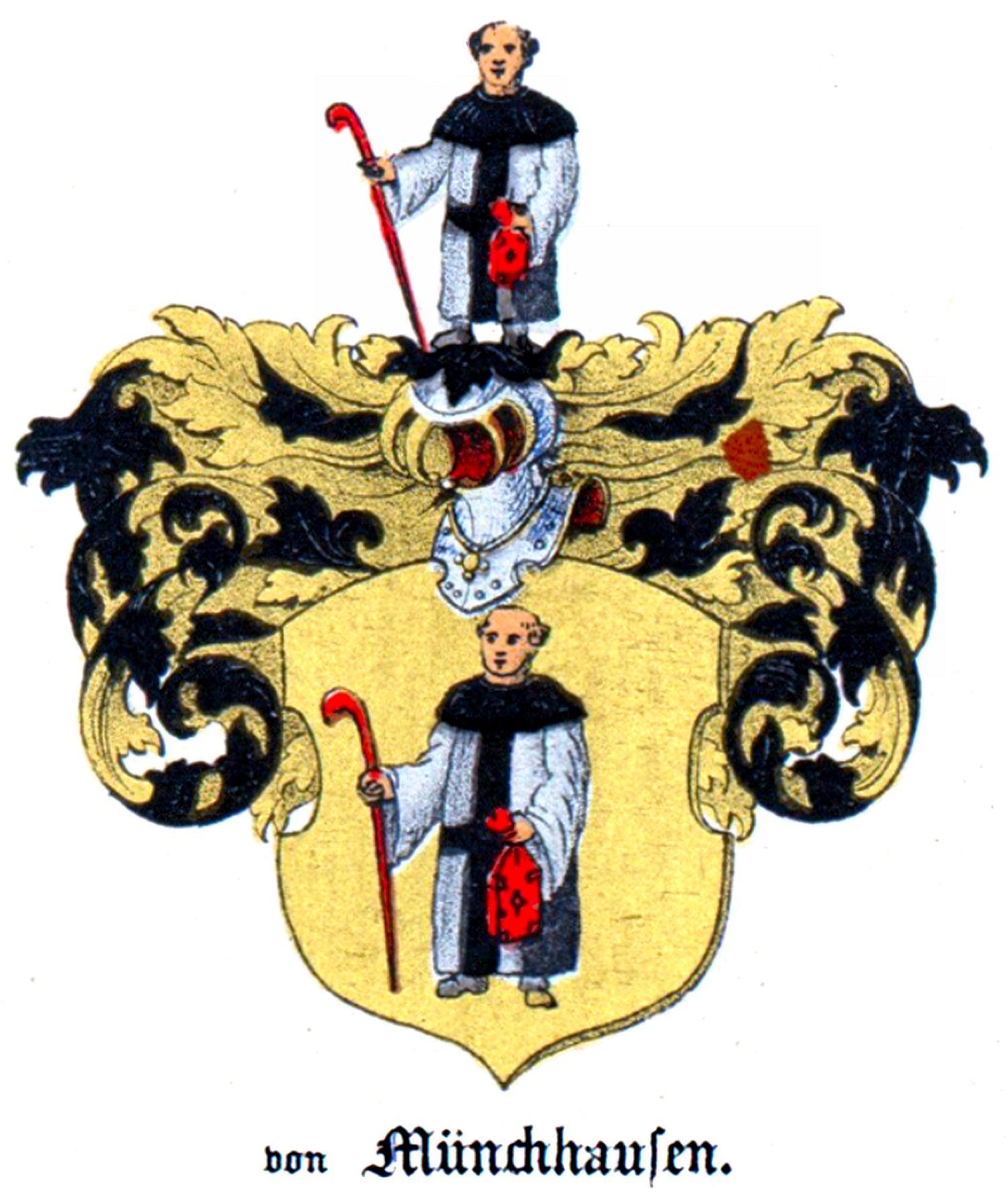
뮌히하우젠 남작가의 문장.

뮌히하우젠 남작은 1720년 5월 11일 하노버 선제후국의 보덴베르더에서 태어났다. 뮌히하우젠 남작가는 브라운슈바이크-뤼네부르크 공국 출신의 귀족 가문으로서, 히에로니무스 폰 뮌히하우젠의 분가는 가문의 “검은 파(Black Line)”라고 불렸으며 린텔른과 보덴베르더에 영지를 갖고 있었다. 이 검은 파는 1183년부터 기록에 언급된다. 하노버 선거후 게오르크 2세의 총리를 지내고 괴팅겐 대학 설립에 기여한 게를라히 아돌프 폰 뮌히하우젠 남작은 히에로니무스에게 7촌 당숙이 된다.
뮌히하우젠은 어려서부터 안톤 울리히 폰 브라운슈바이크볼펜뷔텔 공작의 시종이 되었고, 공작을 따라 오스트리아-러시아-튀르크 전쟁 (1735년-1739년)에 종군했다. 브라운슈바이크 공작의 아들 이반 안토노비치가 전러시아의 황제가 공작부인 안나 레오폴도브나가 태후로서 섭정하였다. 뮌히하우젠은 1739년 러시아 제국군 산하에 설치된 브라운슈바이크 흉갑기병대의 기병소위(Cornet)가 되었고, 1740년 중위로 승진했다. 1740년과 1741년 오스만 튀르크를 상대로 하는 원정에 종군했다. 그러다 1741년 이반 6세가 폐위되고 옐리자베타 여제가 즉위하면서 브라운슈바이크 공작의 측근이었던 뮌히하우젠은 관운이 막혀 10년 뒤에야 대위로 승진했다. 러시아 제국군 장교로 복무하는 당시 주로 리가에 주둔하며 그 일대에서 생활했다. 1744년, 발트 기사의 여식인 야코비네 폰 둔텐과 결혼했으나 슬하에 자식이 없었다. 당시 발트 독일인 귀족사회에서는 사냥과 전쟁의 무훈을 뽐내는 문화가 널리 퍼져 있었기에 뮌히하우젠의 이야기꾼으로서의 능력은 이 리가 시절에 얻은 것이라 여겨진다.

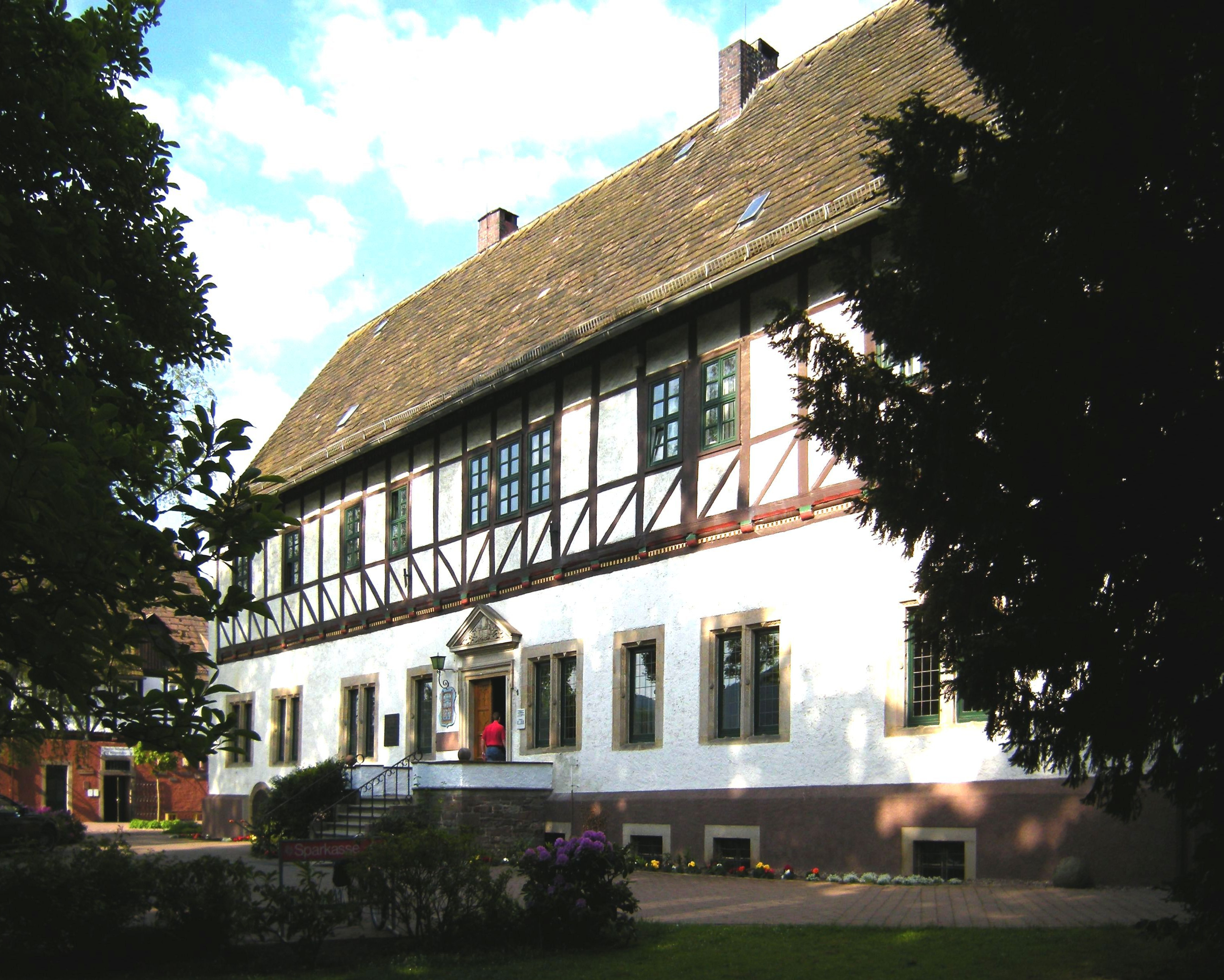
보덴베르더의 뮌히하우젠 장원.

1760년, 뮌히하우젠은 군에서 퇴역하고 보덴베르더로 귀향해 1797년 죽을 때까지 재지귀족으로서 여생을 보냈다. 이 후반생에 뮌히하우젠은 다른 귀족들을 저녁 연회에 초청하여 자신의 러시아군 복무 경력을 소재로 유창한 이야기 솜씨를 뽐냈다. 그 솜씨가 워낙 유명해져서 멀리서도 이야기를 들으러 굳이 찾아오는 사람이 생길 정도였다.  그러나 픽션화된 ‘허풍선이 남작’과 달리 실제 뮌히하우젠 남작은 정직하고 견실한 사람으로 평가받았다.  뮌히하우젠의 과장된 내러티브는 사기나 기만이 목적이 아니라 어디까지나 “그가 사람들에게서 관찰한 특성들을 풍자하기 위함”이었기 때문이다.

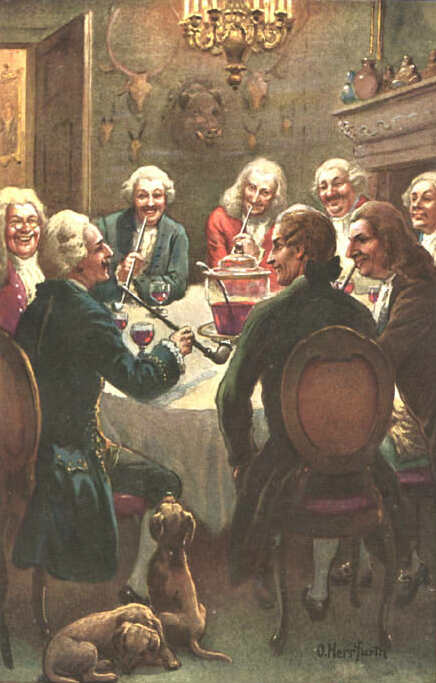
파티 손님들을 웃기는 뮌히하우젠 남작.

1790년 부인과 사별했다. 1794년 뮌히하우젠 남작은 57세 연하의 베르나르디네 프리데리케 루이제 브룬지히 폰 브룬(1773년생-1839년몰)과 재혼했다. 후처는 결혼 직후 신병을 호소하며 온천도시 바트피르몬트로 휴양을 떠났는데, 휴양은 커녕 춤추고 놀다 왔다고 소문이 자자해졌다. 후처는 휴양여행에서 돌아오고 9개월만인 1795년 2월 16일 딸을 낳았는데, 뮌히하우젠 남작은 이 아이를 자기 아이라고 인정할 수 없다는 공문서를 남겼다. 이후 그는 후처와의 이혼과 위자료 소송으로 마지막 말년을 보냈다. 1797년 2월 22일 뮌히하우젠 남작은 자식 없이 죽었다.

## 픽션화
뮌히하우젠 남작을 픽션화한 ‘허풍선이 남작”을 창작한 것은 독일의 자연사학자, 사서 루돌프 에리히 라스페였다. 라스페는 괴팅겐 대학교에서 수학하던 시절 뮌히하우젠 남작을 만났을 것으로 추측되며, 아마도 보덴베르더 장원에서 뮌히하우젠 남작과 저녁 식사를 함께 했을 수도 있다. 라스페는 헤센카셀 방백 프리드리히 2세의 소장품을 관리인이 되었으나 소장품 일부를 팔아치워 횡령하였다. 1775년 범법행각이 발각되어 수배된 라스페는 영국으로 달아났다.

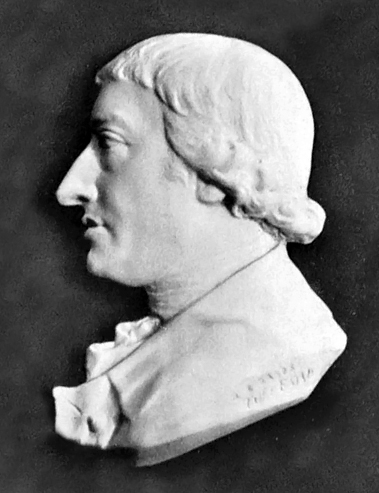
루돌프 라스페.

라스페는 처음에 독일어로 뮌히하우젠 남작의 이야기에서 영감을 얻은 글을 썼고, 그 모음집을 『M-h-s-n 이야기』라는 제목으로 출판했다. 라스페가 쓴 이야기 중 남작에게 직접 들은 이야기가 얼마나 있는지는 미지수다. 오히려 하인리히 베벨의 Facetiæ(1508년), 자무엘 고트홀트 랑게의 Deliciæ Academicæ(1765년) 등 앞선 작품들에서 가져온 이야기들이 많다. 『M-h-s-n 이야기』는 베를린의 유머 잡지인 『재미를 사랑하는 사람들을 위한 편람』(Vade mecum für lustige Leute)의 통권 제8호에 실렸고, 같은 잡지의 통권 제10호에 속편이 실렸다. 이 이야기들의 주인공이자 서술자는 “M-h-s-n” 이라고 했으며, 이 때 라스페는 독일인 독자들이 실존인물 뮌히하우젠 남작을 떠올릴 수 있을 정도로 애매하게 익명화를 했다. 또한 이 과정에서 라스페 본인의 이름은 어디에도 올라가지 않았다.
1785년, 라스페는 매슈 볼턴에게 고용되어 콘월에서 광산 감독 일을 하고 있었는데, 『편람』에 실었던 글을 영어로 번역해서 내놓았다. 이번에는 주인공이자 서술자의 이름을 “뮌히하우젠 남작(Baron Munchausen)”이라고 대놓고 밝혔다. 다만 이번에도 라스페 자기 이름은 드러내지 않았다. 이 영어판에 이르러 가공인물화된 뮌히하우젠 남작의 캐릭터가 완전히 개발되었다고 할 수 있는데, 복잡한 출판사를 갖고 있다. 라스페가 처음 출판한 버전은 1785년 옥스포드에서 스미스라는 책장수가 Baron Munchausen's Narrative of his Marvellous Travels and Campaigns in Russia라는 제목으로 49페이지짜리 책으로 내놓았으며 값은 1 실링이었다. 이듬해 Singular Travels, Campaigns, Voyages, and Sporting Adventures of Baron Munnikhouson, commonly pronounced Munchausen 으로 제목을 바꾸고 제2판이 나왔으며, 글과 삽화가 추가된 것을 보아 이 2판까지는 라스페가 만든 것으로 추측된다.
1786년이 되면 판권이 G. Kearsley라는 출판업자로 넘어가서 라스페는 더이상 책 내용과 출판을 통제할 수 없게 되었다. 다만 스미스와 키어슬리가 모두 옥스포드에서 일했고 런던의 같은 주소를 썼던 것으로 보아 키어슬리도 제1, 2판 출간에 관여한 사람이었을 수도 있다. 키어슬리는 라스페가 처음 썼던 싸구려 책보다 높은 수준의 독자를 상정하여 책의 볼륨을 크게 늘리고 새로운 에피소드를 만들어냈으며 판화도 12장 추가했다. 이 과정에서 다른 작가들을 참여시켰고, 라스페가 처음 썼던 이야기도 거의 새로 개작했다. 이 제3판은 값이 2실링으로 2배가 되었고 제목은 Gulliver Revived, or the Singular Travels, Campaigns, Voyages, and Adventures of Baron Munikhouson, commonly pronounced Munchausen라고 했다.
키어슬리의 제3판은 대중적으로 큰 성공을 거두었고, 이후 몇년동안 속편을 계속 만들어내면서 라스페가 관여하지 않은 에피소드도 점점 더 많아졌다. 심지어는 1792년 경쟁 출판업자가 Sequel to the Adventures of Baron Munchausen이라는 단행본을 무허가로 내놓았는데 이 책마저도 뮌히하우젠 시리즈의 일부로서 받아들여지게 되었다. 이렇게 되는 과정에서 라스페의 호방한 원래 문체도 거의 없어지고, 아우구스투스 산문을 모방한 격식 있는 문체로 되었다. 이후 만들어지는 대부분의 허풍선이 남작 이야기는 라스페의 원래 작품이 아니라 키어슬리가 개작한 버전에 기반하고 있다.
라스페는 1794년 죽었는데, 이 때까지 벌써 최소 10종 이상의 번역이 나왔다. 1786년 프랑스어, 스페인어, 독일어로 번역되었고 1805년에는 미국으로 수출되었다.
영어판 『뮌히하우젠 이야기』가 독일로 역수출될 때 번역자는 낭만주의 시인 고트프리트 아우구스트 뷔르거였다. 라스페는 뮌히하우젠 남작에게 고소당할 것이 두려웠는지 평생 자신의 저작권을 주장하지 못했다. 실제로 『뮌히하우젠 이야기』가 번역되어 역수입된 직후 독일인 독자들은 뮌히하우젠 남작 본인이 이 이야기를 썼을 것이라고 생각했다. 뮌히하우젠 남작은 잡스러운 이야기에 자기 이름을 갖다 써서 귀족으로서 명예가 훼손당했다며 대노했다. 『뮌히하우젠 이야기』의 주인공 허풍선이 남작과의 동일시는 죽을 때까지 뮌히하우젠 남작을 꼬리표처럼 따라다녔다. 남작은 뷔르거와 출판사를 상대로 소송을 제기하려 했으나 실패하였다. 실의에 빠진 뮌히하우젠 남작은 은둔자가 되었고 더이상 파티를 주최하지도 이야기 솜씨를 뽐내지도 않았다.

## 허풍선이 남작

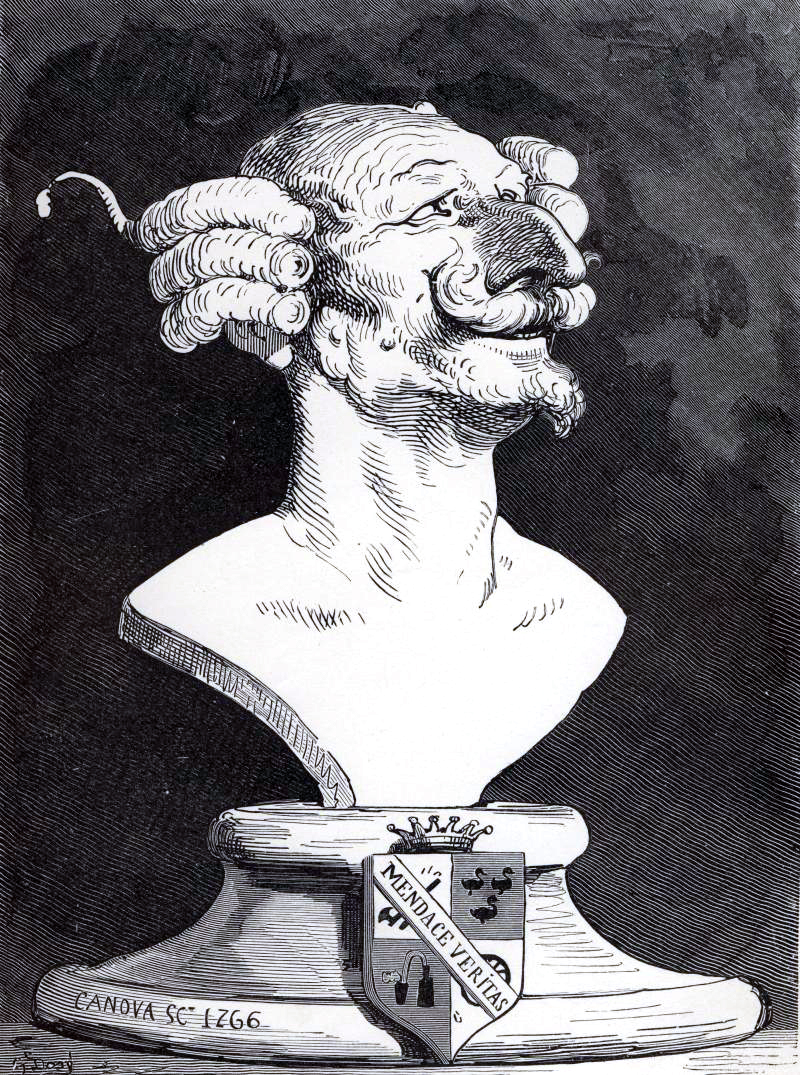
귀스타브 도레가 그린 뮌히하우젠 남작.

가공인물 ‘허풍선이 남작’은 고대 로마 희극의 밀레스 글로리오수스에 해당하는 인물상이다. 이 유형은 즉 자신의 모험을 희극적으로 과장하며 자랑하는 전형적 캐릭터로 정의된다. 라스페의 책에 실린 모든 이야기는 1인칭 시점으로 서술되며, 서문에서 “남작은 친구들에게 둘러싸여 술병을 들고 비범한 모험담을 이야기했다”고 설명한다. 남작의 이야기는 대부분 부조리한 곤경에 처했다가 그 곤경을 역시 부조리한 방법으로 벗어나는 것으로 요약된다. 가장 유명한 이야기로는 포환을 타고 달나라에 다녀온 이야기, 지중해에서 거대한 물고기에게 삼켜진 이야기, 늪에 빠졌으나 자기 머리카락을 위로 잡아당겨 익사를 면한 이야기, 크기 40 피트의 악어와 싸운 이야기, 썰매를 타고 가던 도중 늑대가 말을 덮쳐 잡아먹자 그대로 늑대에게 고삐를 채워 썰매를 끌게 한 이야기, 말이 반으로 갈라지자 월계수 가지로 말을 수리한 이야기 등이 있다.
황당무계한 이야기 속에서 주인공이자 서술자인 남작은 차분하고 합리적인 사람처럼 묘사된다. 남작은 자신이 ‘경험’한 것을 담담하고 객관적으로 서술하는데, 터무니없는 사건을 겪으면서도 그것을 기껏해야 가벼운 놀라움을 일으키는 정도로 취급한다. 그러면서 자기가 두 눈으로 직접 보지 못한 사건은 믿지 못한다. 이 두 가지 요소가 결합되면서 뮌히하우젠 남작 이야기는 굉장히 아이러니한 톤을 가지게 되며, 독자의 회의주의를 부채질하면서r 미묘한 사회 풍자가 그 기저에 깔리게 된다. 남작은 사냥과 전쟁에서 두려움을 느끼지 않는 사나이이자, 정중한 신사이고, 학구적인 지식인이며, 모든 종류의 음식물을 가리지 않고 감사할 줄 아는 사람이다. 또한 남작은 자신의 이야기에 구체적인 지리적 사회적 맥락을 부여하는데, 이로써 실제 사건을 연상시키는 암시와 풍자의 효과가 생겨난다. 실제로 라스페의 초판본에 나오는 많은 내용은 실존인물 뮌히하우젠 남작이 군인으로서 겪은 역사적 사건에 관한 것들이다.
남작이 말하는 이야기는 믿을 수 없는 것이 명백하기 때문에 허구라는 것을 쉽게 알아볼 수 있으며, 이는 남작이 허풍선이라는 강력한 함의를 담고 있다. 남작이 자신의 이야기를 청중이 믿어주기를 기대하는지 여부는 판본마다 달라진다. 라스페의 1785년 초판본에서는 그런 언급 없이 일방적으로 자기 이야기를 늘어놓을 뿐이지만, 이후 확장된 판본들에서는 남작이 자신은 진실을 말하고 있다고 주장한다. 아무튼 남작은 자기 이야기가 아무리 내적 일관성을 결여하고 있다 하더라도 자신이 하는 모든 말을 진심으로 믿고 있는 것처럼 보이며, 다른 사람들이 불신한다 하더라도 그러려니 하는 관용적 무관심으로 대응하는 것처럼 보인다.
허풍선이 남작 이야기의 삽화들
- The 달에 갔다 돌아오는 남작. 라스페 그림으로 추정.
- 1792년 그려진 허풍선이 남작의 초상. 그린이 불명.
- 반쪽이 말을 탄 남작. 조지 크룩섕크 그림.
- 마차를 들어올린 남작. 테오도르 포제만 그림.
- 고래 뱃속에서 빠져나온 남작. 귀스타브 도레 그림.